# Mariano Rivera
Mariano Rivera (La Chorrera, Panamá Oeste, 29 de noviembre de 1969) es un exjugador profesional de béisbol panameño oriundo del corregimiento de Puerto Caimito. Jugaba en la posición de lanzador y desarrolló toda su carrera en los New York Yankees de las Grandes Ligas de Béisbol (MLB). Es considerado por los expertos como el "mejor cerrador" de todos los tiempos, y es el primer y hasta ahora único beisbolista en entrar al Salón de la Fama del Béisbol por votación unánime absoluta.
De los mejores relevistas de la historia del beisbol, Rivera fue trece veces All-Star y campeón de 
la Serie Mundial en cinco ocasiones. El 22 de enero de 2019, fue elegido al Salón de la Fama de Cooperstown con el 100 % de los votos de los expertos en este deporte, convirtiéndose en el primer jugador de las Grandes Ligas en ser elegido de forma unánime.

## Primeros años

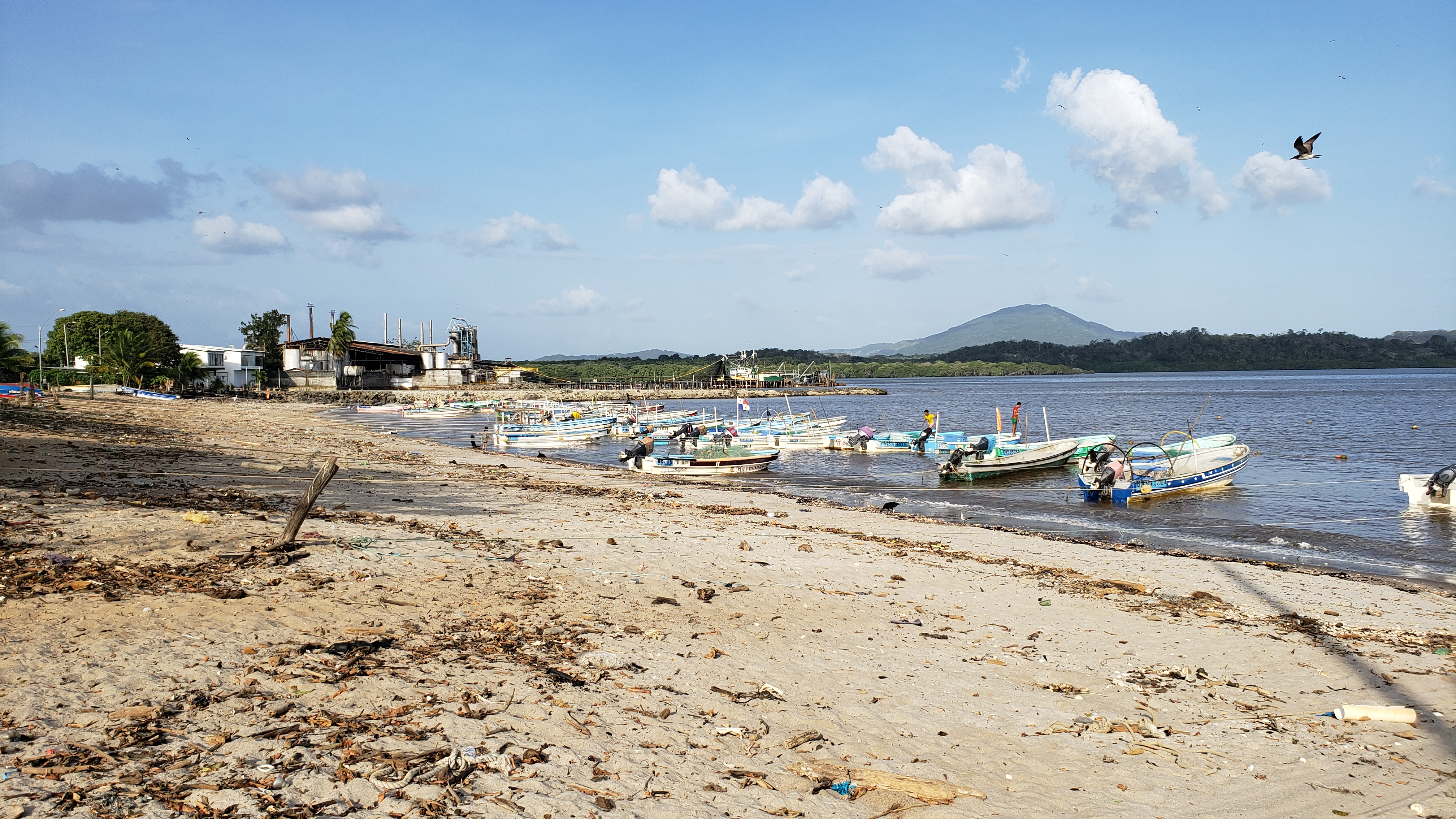
Playa de Puerto Caimito, donde Mariano vivió en su juventud y comenzó a jugar al béisbol.

Mariano Rivera nació en la Ciudad de Panamá el 29 de noviembre de 1969, hijo de Mariano Rivera Palacios y Delia Giron. Tiene una hermana mayor, Delia, y dos hermanos menores, Álvaro y Gerardo. La familia se sustentaba mediante el trabajo del padre como capitán de un barco pesquero y vivía en Puerto Caimito, un pueblo panameño que Rivera describió como «pobre». Cuando era joven, jugaba a béisbol con sus amigos en la playa, a la vez que al fútbol, que era su deporte favorito. Para los partidos de béisbol, el grupo usaba cartones de leche en vez de guantes y ramas de árboles en lugar de bates, a la par que creaba las pelotas pegando fajos de redes de pesca trituradas. Usó este equipo improvisado hasta que su padre le compró sus primeras manoplas de cuero cuando tenía doce años. Por otro lado, al hablar de su juventud, declaró que aunque se mantuvo alejado de los problemas, «se estaba juntando con la gente equivocada».
Asistió a las escuelas Victoriano Chacón para la educación primaria y Pedro Pablo Sánchez para su enseñanza media, si bien abandonó en noveno grado. A los dieciséis años comenzó a trabajar capturando sardinas en un barco comercial capitaneado por su padre. Esto le ocupaba seis días a la semana durante todo el año y lo calificó como «extremadamente difícil», además de indicar que estaba más interesado en convertirse en mecánico. Pasó tres años aprendiendo el oficio de pesca, a la vez que ahorraba el dinero que ganaba con la esperanza de abrir un taller de reparación de automóviles. En 1989, a los diecinueve años, se vio obligado a abandonar el barco de su padre después de que comenzara a zozobrar debido a una bomba de agua que no funcionaba bien y un sobrepeso de pescado.
Continuó practicando deportes durante su adolescencia, si bien dejó el fútbol alrededor de los diecisiete años, en parte debido a una serie de lesiones en el tobillo y la rodilla. En consecuencia, centró su atención en el béisbol, aunque como pasatiempo más que como una posible profesión a futuro. A los dieciocho, se unió con el papel de jugador polivalente a los Vaqueros, un equipo de aficionados de la provincia Panamá Oeste. El ojeador Herb Raybourn lo observó jugar como campocorto en un torneo celebrado en 1988, pero no creyó que tuviera potencial para las Grandes Ligas (MLB). Un año después, el lanzador de los Vaqueros se desempeñó tan mal en un juego de las eliminatorias que se le pidió a Rivera que lo reemplazara y, a pesar de no tener experiencia en el puesto, tuvo una buena actuación. Dos de sus compañeros de equipo, Claudino Hernández y Emilio Gáez, contactaron con Chico Heron, un cazatalentos de los New York Yankees. Tras un par de semanas de su debut como lanzador, recibió una invitación a un campamento de prueba de los neoyorquinos dirigido por el propio Heron y con lugar en la capital de Panamá. Raybourn, quien había regresado al país, recibió la noticia y, aunque se sorprendió al saber que había cambiado de posición, quiso verlo lanzar. A pesar de que no tenía un entrenamiento formal como pícher, pesaba 70 kg y poseía una fuerza de tiro de 137 a 140 kilómetros por hora, Raybourn quedó impresionado por su atletismo y su movimiento de lanzamiento suave y sin esfuerzo. Al verlo como un talento en bruto, este lo firmó para los Yankees el 17 de febrero de 1990 como agente libre en calidad de amateur. El contrato incluía una bonificación de 2500 USD, según registros de la MLB.

## Carrera profesional

### Ligas Menores (1990-1995)
Después de firmar su contrato y sin saber hablar inglés ni haber salido nunca de su país, voló a los Estados Unidos y se unió al equipo afiliado de los Yankees en la Gulf Coast League (GCL), perteneciente a las Ligas Menores. Sintiéndose solo y nostálgico, escribía a menudo a sus padres, ya que no tenían acceso a teléfonos en Puerto Caimito. En ese momento de su carrera, los cazatalentos lo consideraban, en el mejor de los casos, un «prospecto marginal», pero progresó con una sólida sesión 1990. Lanzando principalmente como relevista, permitió únicamente veinticuatro carreras en base y una limpia en cincuenta y dos  entradas, un promedio de carreras limpias permitidas (ERA) de 0.17. El equipo permitió que jugara como abridor el encuentro final de la temporada para que acumulara suficientes entradas lanzadas para calificar al título de efectividad de la liga (que conllevaba un bono de 500 USD); su posterior no hit no run de siete entradas «lo puso en el mapa de la organización», según el mánager Glenn Sherlock. En la temporada baja, regresó a Panamá y avisó a Raybourn sobre un jugador local prometedor, Rubén, su primo de dieciséis años, a quien los Yankees firmaron.
En 1991, le ascendieron a los Greensboro Hornets de la South Atlantic League, de Clase A, donde sirvió como titular en quince de los veintinueve juegos en los que lanzó. A pesar de un registro de cuatro victorias y nueve derrotas, alcanzó una efectividad de 2.75 en 114+2⁄3 entradas y eliminó a 136 bateadores, con 36 bases por bolas. El mánager de los Yankees, Buck Showalter, se dio cuenta de la sólida proporción de ponches por base por bolas de Rivera, que calificó de «impresionante en cualquier liga» y añadió: «Este tipo lo logrará». Un cazatalentos de los Cincinnati Reds presentó un informe esa temporada que lo describía de la siguiente manera: «Brazos largos con cuerpo esbelto y fuerte, acciones sueltas... desafiará en velocidad... la madurez es una cuestión, la consistencia es una pregunta... será necesario mantener la consistencia para mejorar y avanzar».
Al año siguiente volvió a subir de categoría, esta vez a la Clase A Avanzada, y se trasladó para jugar en la Florida State League con los Fort Lauderdale Yankees. Si bien se perdió el primer tercio de la temporada por un cuadro clínico de rigidez en el codo, sirvió de titular en diez partidos, con un registro de cinco victorias y tres derrotas, así como 2.28 de ERA. En última instancia, se le dejó de lado nuevamente después de una lesión en el ligamento colateral cubital de su codo derecho. Se sometió a una cirugía el 27 de agosto de 1992, lo que suscitó preocupaciones porque le dejaría un tiempo fuera de los campos de juego. Contrariamente a la creencia popular, no se trató de una operación conocida como cirugía Tommy John, pues el especialista Frank Jobe determinó que el reemplazo de ligamentos no era necesario y en su lugar reparó el ligamento deshilachado. En 1992 se celebró un draft por la expansión de la MLB, con el objetivo de llenar las plantillas de dos nuevos equipos, los Florida Marlins y los Colorado Rockies. En un momento de la selección, el gerente general de los Marlins, Dave Dombrowski, planeaba escoger a Rivera, pero después de que los Rockies eligieran al neoyorquino Brad Ausmus, los Yankees quedaron protegidos de perder más jugadores, por lo que el panameño no salió de la entidad.
Durante su rehabilitación jugó a atrapar la pelota con los exlanzadores de los Yankees Whitey Ford y Ron Guidry, y enfrentó la práctica de bateo del entrenador Hoyt Wilhelm. Después de recuperarse, actuó por un corto periodo de la temporada 1993 en los Hornets y en el nivel Rookie de la franquicia, con un número limitado de tiros con motivo de la lesión. En doce aperturas, registró una efectividad de 2.08, con dieciséis bases por bolas en 43+1⁄3 entradas. Por otro lado, al verlo reponerse de su lesión, el anotador oficial de los Hornets, Ogi Overman, dijo: «Pensé que él estaba en un viaje de ida hacia ninguna parte».
Comenzó la temporada 1994 con los Tampa Yankees, de la Florida State League, mientras que en junio pasó a los Albany-Colonie Yankees de la Eastern League (Doble-A), y en julio a los Columbus Clippersal de la International League (Triple A). Concluyó la campaña con un registro de diez victorias por dos derrotas, con un ERA de 3.09, pero donde más difícil se le hizo fue en los Columbus, ya que su efectividad cayó hasta 5.81 en un total de seis aperturas. Al comienzo de la siguiente sesión, la revista Baseball America lo clasificó como el noveno mejor prospecto en la organización de los Yankees, en contraste con su primo Rubén que alcanzó el segundo puesto de entre todos los equipos. En ese momento, su repertorio de lanzamiento consistía principalmente en bolas rápidas, con un control deslizante y un cambio como tiros secundarios. Por otro lado, esa temporada jugó para los Columbus, con un registro de 1-1 y una efectividad de 1.50 en cuatro aperturas.

## Perfil de jugador

### Estilo de lanzamiento
Su repertorio se compone principalmente de un pitcheo, una recta sin precedentes, 90 millas por hora (mph) recta cortada sin precedentes. Rivera es considerado por los expertos del béisbol como uno de los relevistas más dominantes en la historia de las Mayores. Lanzando con una continuidad fuera de lo común, salvó al menos 25 partidos en 15 temporadas consecutivas y registró una efectividad por debajo de 2,00 en 11 temporadas.
Su ERA (del inglés "Earned run average") de 2,21 y WHIP de 1.00 son las más bajas en las ligas mayores de béisbol. En el campo es bien conocido por su compostura y conducta reservada, que contrastan con la efusividad de muchos otros cerradores.

## Vida personal
Lejos del béisbol, está involucrado en causas de caridad y de la comunidad cristiana a través de la Fundación Mariano Rivera. Rivera es un devoto cristiano de denominación pentecostal.
En 2013 anunció que se encontraba escribiendo el libro "The Closer" (El cerrador, en español), una autobiografía.